# ORION (中島美嘉の曲)
「ORION」（オリオン）は、中島美嘉の27枚目のシングル。2008年11月12日に発売された。

## 解説
- 「MICA 3 CHU」名義の「I DON'T KNOW」を除くと、「SAKURA〜花霞〜」からちょうど8か月ぶりのリリースとなる。
- 5枚目のオリジナルアルバム『VOICE』の2週間前に発売された。
- 「ORION」はドラマ『流星の絆』の挿入歌に使用。中島自身も、同ドラマにレギュラーのサギ役で6年ぶりにドラマ出演を果たしている。
- 「ORION」のPVには、『流星の絆』に有明静奈役で出演した女優・戸田恵梨香が出演している。中島のビデオクリップに女優が出演するのは初めてのことである。
- カップリングの「FOCUS」はアルバム『VOICE』にはイントロの異なるバージョンが収録されている。カップリング曲だが、こちらにもショートサイズのPVが作られている。
- 発売に先駆けて、2008年9月19日からYahoo! ミュージックでフル試聴を実施し[1]、1週間で約50万回の試聴回数を記録した[2]。その後、同年10月17日から着うたで先行配信され100万ダウンロードを突破した[2]。
- 累計では現時点で、「STARS」「雪の華」「LIFE」に次ぐ代表曲となっている。

## 収録曲
1. ORION
  - 作詞・作曲・編曲：百田留衣
  - TBS系ドラマ『流星の絆』挿入歌
2. FOCUS
  - 作詞：中島美嘉／作曲：松浦晃久／編曲：田中義人
  - キヤノン「IXY DIGITAL 920IS」CMソング
3. ORION (Instrumental)
4. FOCUS (Instrumental)

## 楽曲の収録アルバム
- VOICE (#1,2)
- TEARS (#1)

## カバー
ORION
- 2012年、Aimer（シングル「雪の降る街/冬のダイヤモンド」のカップリング曲、2016年にトリビュートアルバム『MIKA NAKASHIMA TRIBUTE』にも収録[3]）
- 2012年、John-Hoon（アルバム『VOICE』に収録）
- 2014年、原由実（アルバム『THE IDOM@STER STATION!!+ WINTER MEMORIES』に収録）
- 2014年、MAYU(Little Glee Monster)が自身が所属する女性ボーカルグループ「Little Glee Monster」のプレデビューアルバム『Little Glee Monster』に収録。
- 2017年、城南海（アルバム『ユキマチヅキ』に収録）
- ClariS - 2022年12月7日発売のコンセプト・ミニアルバム『WINTER TRACKS ー冬のうたー』に収録。